# 第一代哈利法克斯侯爵乔治·萨维尔
第一代哈利法克斯侯爵乔治·萨维尔（英語：George Savile, 1st Marquess of Halifax，1633年11月11日—1695年4月5日），是英国斯图亚特王朝时期的政治家、作家和贵族。哈利法克斯侯爵在光荣革命期间支持荷兰执政威廉三世成为英格兰国王。